# Violator (gruppo musicale)
I Violator sono un gruppo thrash metal brasiliano formatosi nel 2002.

## Storia
Fondati agli inizi del 2002 da alcuni amici intenzionati a suonare thrash metal del tutto somigliante a quello degli anni 80, i Violator si son subito fatti notare nel panorama underground brasiliano, tanto da essere invitati a un concerto che aveva come headliner i Destruction e i Malevolent Creation.
Hanno partecipato a vari tour e split con altre band nuove come Municipal Waste ed Evile.

## Formazione
- Pedro "Poney Ret" - basso/voce
- Pedro "Capaça" - chitarra
- Márcio "Cambito" - chitarra
- David "Batera" Araya - batteria

## Discografia

### Album in studio
- 2006 - Chemical Assault
- 2010 - Annihilation Process
- 2013 - Scenarios of Brutality

Demo
- 2004 - Killer Istinct

EP
- 2004 - Violent Mosh

Split
- 2005 - Violent War (con i Bywar)